# Samoa Amerykańskie na Letnich Igrzyskach Olimpijskich 2000
Samoa Amerykańskie na Letnich Igrzyskach Olimpijskich 2000, reprezentowane było przez 4 sportowców – 3 mężczyzn i 1 kobietę. Żadnemu z atletów nie udało się zdobyć medalu na tej olimpiadzie.

## Występy reprezentantów Samoa Amerykańskiego

### Łucznictwo
| Zawody indywidualne mężczyzn |              |              |        |
| 1/32                         | Kuresa Tupua | Yong-Ho Jang | 98-172 |

Tupua odpadł z rywalizacji w 1/32, przegrywając z Koreańczykiem Ho Jangiem.

### Lekkoatletyka
100 m mężczyzn
| Zawodnik         | Runda 1                     | Runda 2 | Półfinał | Finał | Końcowa pozycja |
| ---------------- | --------------------------- | ------- | -------- | ----- | --------------- |
| Kelsey Nakanelua | 10,93 (nie awansował dalej) | -       | -        | -     | -               |

Rzut młotem kobiet
| Zawodniczka   | Kwalifikacje | Kwalifikacje | Kwalifikacje | Kwalifikacje | Kwalifikacje | Kwalifikacje | Kwalifikacje |                 |
|               | 1            | 1            | 2            | 2            | 3            | 3            |              |                 |
| Lisa Misipeka | 61,74        | 61,74        | 58,74        | 58,74        | x            | x            | 61,74        |                 |
|               | Finał        | Finał        | Finał        | Finał        | Finał        | Finał        | Finał        | Końcowa pozycja |
|               | 1            | 2            | 3            | 4            | 5            | 6            |              |                 |
|               | -            | -            | -            | -            | -            | -            | -            | -               |

### Podnoszenie ciężarów
Mężczyźni
| Zawodnik      | Konkurencja | Rwanie | Rwanie | Rwanie | Dwubój | Dwubój | Dwubój | Łącznie | Poz. |
| Zawodnik      | Konkurencja | 1      | 2      | 3      | 1      | 2      | 3      | Łącznie | Poz. |
| ------------- | ----------- | ------ | ------ | ------ | ------ | ------ | ------ | ------- | ---- |
| Alesana Sione | + 105 kg    | 160,0  | 165,0  | 167,5  | 190,0  | 197,5  | 197,5  | 357,5   | 20   |